# Grande Lago do Escravo
O Grande Lago do Escravo (em inglês:  Great Slave Lake; em francês:  Grand lac des Esclaves) é o segundo maior lago do Canadá (atrás do Grande Lago do Urso), e o mais fundo da América do Norte com 614 m (2015 ft) de profundidade máxima, e o nono maior do mundo, com 28 400 km2 de superfície. Com 480 km de comprimento e de 19 a 109 km de largura tem um volume de 2090 km³. Faz parte da bacia do rio Mackenzie, e nele desagua o rio Slave (rio do Escravo). Está localizado nos Territórios do Noroeste.
O seu nome provém de estar na região dos «Slavey», um grupo das First Nations, que significa «escravo» ou «estrangeiro».
As principais localidades em redor do lago são: Yellowknife, Fort Providence, Hay River e Fort Resolution.

## Ver também

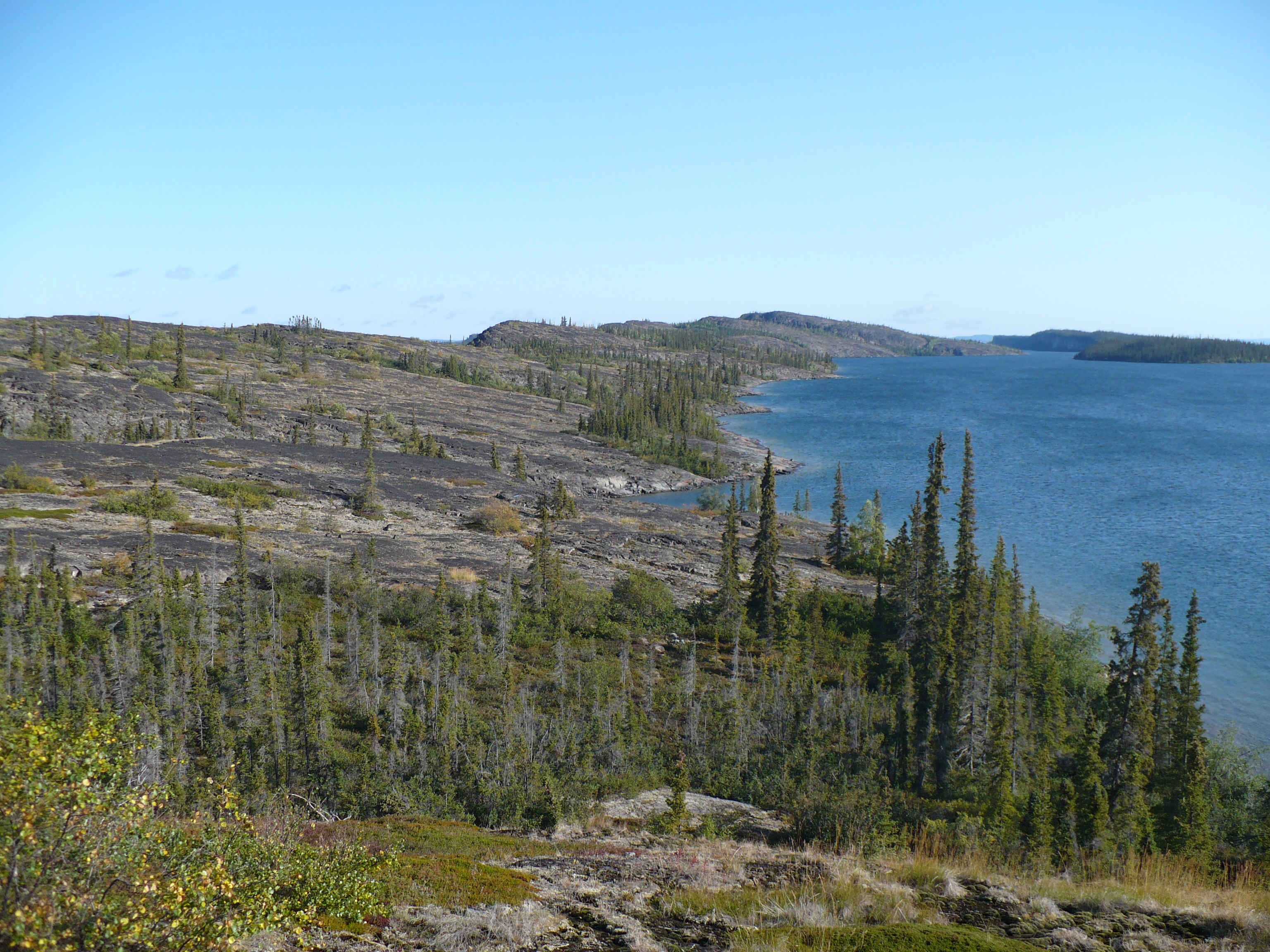
Paisagem do braço oriental do Grande Lago do Escravo